# Leichtathletik-Weltmeisterschaften 2019/Teilnehmer (Luxemburg)
| Gelbes Symbol für Goldmedaillen mit stilisierten Olympischen Ringen | Graues Symbol für Silbermedaillen mit stilisierten Olympischen Ringen | Braundes Symbol für Bronzemedaillen mit stilisierten Olympischen Ringen |
| ------------------------------------------------------------------- | --------------------------------------------------------------------- | ----------------------------------------------------------------------- |
| —                                                                   | —                                                                     | —                                                                       |

Der Leichtathletikverband von Luxemburg nahm an den Leichtathletik-Weltmeisterschaften 2019 in Doha teil. Ein Athlet wurde vom luxemburgischen Verband nominiert.

## Ergebnisse

### Männer

#### Sprung/Wurf
| Athlet       | Disziplin   | Qualifikation | Qualifikation | Finale     | Finale |
| Athlet       | Disziplin   | Weite/Höhe    | Platz         | Weite/Höhe | Platz  |
| ------------ | ----------- | ------------- | ------------- | ---------- | ------ |
| Bob Bertemes | Kugelstoßen | 19,89 m       | 26            | DNQ        | DNQ    |